# Albert de Metz
Albert de Metz (d. 1024) a fost călugăr benedictin și cronicar din secolul al XI-lea.
Lucrarea sa De diversitate temporum constituie o sursă majoră pentru istoria europei occidentale (în special pentru Franța și Olanda) în perioada dintre anii 990 și 1021. Opera a fost dedicată lui Burchart de Worms.
Albert a scris și alte lucrări, inclusiv o biografie parțială a episcopului Theodoric I de Metz.